# Passiflora rubra
Passiflora rubra is een van de 24 passiebloemen die door Carl Linnaeus werd vermeld in zijn Species plantarum. 
Het is een variabele passiebloem, waarbij de planten naar oorsprongsgebied variëren in kleur en grootte van de bloemen en de vorm van de vruchten en de bladeren. Deze variabiliteit kan verklaard worden doordat de klimplant een uitgestrekt oorspronggebied heeft. Hij komt van nature voor in het Caraïbisch Gebied en van Frans-Guyana tot Venezuela en van Colombia tot Peru, Bolivia en Brazilië. Hij kan aangetroffen worden vanaf zeeniveau tot op 2200 m hoogte. Op eilanden in de Grote Oceaan zoals de Cookeilanden is de soort verwilderd.
De vegetatieve delen van de plant zijn behaard. De stengels zijn hoekig en gegroefd en worden 3–4 m lang. In de bladoksels ontspringen de ranken die daar worden geflankeerd door steunblaadjes. De bladstelen zijn tot 5 cm lang. De afwisselend geplaatste bladeren zijn twee- of drielobbig, gaafrandig, soms wat lichtergekleurd bij de nerven en 0,9–8 × 1,5–10 cm groot. 
De bloemstelen zijn tot 6 cm lang en staan meestal solitair maar soms in paren in de bladoksels. De bloemen zijn wit tot crèmekleurig en roze tot paarsachtig en 2,8–4,5 cm breed. De kelkbladeren zijn groen tot roodachtig wit aan de buitenkant en wit tot crèmekleurig aan de binnenkant en tot 3 × 0,7 cm groot. De kroonbladeren zijn wit tot crèmekleurig en tot 1,5 × 0,3 cm groot. De corona bestaat uit één of twee rijen. De buitenste rij is 0,5–1,6 cm lang en meestal roze, rood of paars aan de basis en wit tot crèmekleurig daarboven. De eventueel aanwezige binnenste rij bestaat is 0,1–0,3 cm lang. In het midden van de corona ontspringt de androgynofoor.
De vruchten variëren ook sterk in vorm. Ze kunnen spoelvormig en zeshoekig zijn of bolvormig tot ovaal zonder hoeken. Rijp worden de vruchten roodachtig of rood en wit. De vrucht bevat talloze zaden.
Er is tegenwoordig een kloon uit Bolivia bekend met een geheel witte corona, die daardoor moeilijk te onderscheiden is van Passiflora capsularis. Passiflora rubra kan echter onderscheiden worden doordat alle planten die tot deze soort behoren een dicht wit- of bruinbehaard vruchtbeginsel hebben, wat niet voorkomt bij Passiflora capsularis.
Klonen van verschillende oorsprongsgebieden zijn in cultuur gekomen. Het is een gemakkelijk te houden plant die als jonge plant al bloeit op korte scheuten. Hij kan in de vensterbank worden gehouden of in een broeikas en 's zomers buiten worden gezet. Hij moet overwinterd worden bij temperaturen boven de 7 °C.
... · 
P. alata · 
P. aurantia · 
P. biflora · 
P. caerulea (Blauwe passiebloem) · 
P. citrina · 
P. coccinea · 
P. coriacea · 
P. edmundoi · 
P. edulis · 
P. edulis forma edulis · 
P. edulis forma flavicarpa · 
P. foetida · 
P. gibertii · 
P. herbertiana · 
P. incarnata · 
P. jorullensis · 
P. kermesina · 
P. laurifolia · 
P. ligularis · 
P. lindeniana · 
P. loefgrenii · 
P. lutea · 
P. morifolia · 
P. murucuja · 
P. organensis · 
P. picturata · 
P. punctata · 
P. quadrangularis · 
P. racemosa · 
P. rubra · 
P. serratifolia · 
P. suberosa · 
P. subpeltata · 
P. tarminiana · 
P. tulae · 
P. vitifolia · 
P. xishuangbannaensis · 
P. yucatanensis · 
...